# اندیشکده
اندیشکده (به انگلیسی: Think tank) یا کانون تفکر یا اتاق فکر (به انگلیسی: Think room) به سازمان، مؤسسه، شرکت یا گروهی گفته می‌شود که کار هدایت پژوهش را انجام می‌دهند و درگیر مسائل مختلفی چون سیاستگذاری‌های اجتماعی، راهبرد سیاسی، اقتصادی، علمی، یا موضوعات مربوط به فناوری یا سیاست‌های تجاری یا حتی توصیه‌های نظامی هستند.
در دنیای کنونی نوعی سازمان ویژه برای تفکر و پژوهش در حوزه سیاست‌سازی، تصمیم‌سازی و تولید ایده، مطالعات میان‌رشته‌ای وجود دارد که بر اصل جمع‌اندیشی و ایده‌پردازی استوار است.
این مراکز در اصطلاح به Think Tank معروفند که در ادبیات تخصصی فارسی معادل هائی مانند:اتاق فکر- هیئت‌های اندیشه ورز - اندیشکده - اندیشگاه و پژوهشگاه دارند.

## تعداد اندیشکده‌ها
براساس گزارش دانشگاه پنسیلوانیا در سال ۲۰۰۸ در سراسر جهان در مجموع ۵۴۶۵ گروه‌های مطالعاتی وجود داشتند که نسبت به سال ۲۰۰۷ (۵۰۸۰) این تعداد نه در صد افزایش داشته است. تعداد گروه‌های مطالعاتی در مناطق مختلف جهان به شرح ذیل می‌باشد:
- آمریکای شمالی:۱۸۷۲، اروپای غربی: ۱۲۰۸، آسیا: ۶۵۳، اروپای شرقی ۵۱۴، آمریکای لاتین و کاریب: ۵۳۸، آفریقا: ۴۲۴، خاورمیانه و آفریقای شمالی: ۲۱۸ و استرالیا و اقیانوسیه: ۳۸.

## اندیشکده‌ها در ایران
تقریباً ۱۳۰ اندیشکده در ایران فعال هستند. این اندیشکده‌ها اغلب در ۱۰ حوزهٔ حکمرانی و توسعه، انرژی، کشاورزی و محیط زیست، مسائل اجتماعی، آموزش، علم و فناوری، فرهنگ و رسانه، اقتصاد، صنعت و تجارت، سلامت و امنیت و سیاست خارجی به پژوهش و ارائه بسته‌های سیاستی مشغول هستند.

## رتبه‌بندی
رتبه کشورها از نطر اندیشگاه‌ها:
اکنون آمریکا با ۱۸۷۲ مؤسسه مطالعاتی - چین ۵۱۲ - انگلستان ۴۴۴ و هند ۲۹۳ مؤسسه مطالعاتی به ترتیب اول تا چهارم هستند. ایران با حدود ۶۴ مؤسسه در رده بیستم جهان قرار دارد.
رشد این نوع سازمان‌ها بیشتر پس از جنگ جهانی دوم در جهان غرب بوده و هم‌اکنون نیز انواع مختلفی از آن‌ها در زمینه‌های مختلف و به نام‌های گوناگون و با مالکیت‌ها متنوع در جهان مشاهده می‌شوند.
- مراکز سیاست پژوهی مستقل (ساده‌ترین تعریف)
- گروهی از کارشناسان که به ارائه مشاوره و ایده پردازی در زمینه‌های سیاسی، اجتماعی یا اقتصادی می‌پردازند (Oxford)
- گروه یا موسسه‌ای برای انجام دادن پژوهش‌های بنیادی و حل مسئله، به ویژه در حوزه فناوری و راهبرد (Heritage)

بسیاری از اندیشکده‌ها سازمان‌های غیرانتفاعی هستند که در بعضی کشورها مانند کانادا و آمریکا از آن‌ها با معافیت‌های مالیاتی حمایت می‌شود. همچنین در بین بسیاری از اندیشگاه‌ها که توسط دولت‌ها، شرکت‌های تجاری و گروه‌های ذی‌نفع تأسیس می‌شوند، بعضی منتج به کسب درآمد از راه مشاوره و پژوهش هستند.